# Histoire du futur proche
 (mars 2023).
Si vous disposez d'ouvrages ou d'articles de référence ou si vous connaissez des sites web de qualité traitant du thème abordé ici, merci de compléter l'article en donnant les références utiles à sa vérifiabilité et en les liant à la section « Notes et références ».
L'Histoire du futur proche est une série de romans et nouvelles de science-fiction de Roland C. Wagner qui constitue le prologue des Futurs Mystères de Paris. C'est dans cette série qu'apparaît pour la première fois le concept de psychosphère.
Les romans et nouvelles de cette série sont, dans l'ordre de la chronologie interne de la série : 
- Les Derniers Jours de mai (2 volumes) (1989)
- Le Serpent d'angoisse (1987)
- Le Paysage déchiré (1989)
- Quelqu'un hurle mon nom (nouvelle) (1993)
- Des renards sous l'évier (nouvelle) (1998)
- Musique de l'énergie (nouvelle) (1998)